# Vasváry Ödön
Vasváry Ödön (Wiblitzhauser; Edmund Vasvary) (Szeged, 1888. október 18. – Washington D.C., 1977. május 16.) magyar református lelkész, újságíró, az amerikai magyarság történetének kutatója. A szegedi Somogyi-könyvtár Vasváry-gyűjteményének adományozója.

## Életútja
Szegeden született, Alsóvároson a Mátyás tér 19. sz. házban. Apja Wiblitzhauser Gusztáv (1860-1893) bajor származású sörfőző iparos, anyja Váradi Etel (1862-1950) alsóvárosi patrícius család gyermeke. Vasváry apja korán meghalt, az özvegy édesanya tisztes szegénységben nevelte a három árva gyermeket, varrásból tartotta el őket. Vasváry Ödön elemi iskolai tanulmányait a Kazali-iskolában végezte, ahol később Bálint Sándor, a szegedi híres néprajzkutató is tanult. Vasváry gimnáziumi tanulmányokat rövid ideig Budapesten egy árvaház lakójaként folytatott, majd anyja hazahozta és a szegedi piaristáknál taníttatta. 1907-ben az érettségi vizsga letétele után 4 hónapig piarista novícius volt Vácott, többek közt Sík Endrével, aki később Egy diplomata feljegyzései (1966) című könyvében meg is emlékezett róla. Ők újra Washingtonban találkoztak 1948-49-ben, amikor Sík Endre amerikai követ volt.
Vasváry irodalmi és tudományos érdeklődése már a gimnázium felső tagozatában megmutatkozott, látogatta a városi Somogyi-könyvtárat, s sokat búvárkodott a könyvek közt. Írásai, fordításai jelentek meg a szegedi lapokban és a Vasárnapi Újságban. 1907 őszén a temesvári papnevelőbe került, ezúttal a Religióban és Katholikus Szemlében jelentek meg írásai. Péter László jelzi, hogy a papnevelő egyik tanára, Martin Aurél nehezményezte Vasváry irodalmi működését.
1911. június 29-én Glattfelder Gyula Csanád egyházmegye püspöke szentelte római katolikus pappá Temesvárott. Vasváry ekkor változtatta meg eredeti nevét, Wiblitzhauserrõl Vasvárira, majd ebből lett az Amerikai Egyesült Államokban Vasváry. 1911 őszétől segédlelkészi beosztásban működött Battonyán, 1913 nyarán áthelyezték Kisbecskerekre, de ezt nem fogadta el. Hazatért Szegedre és levelet írt Baltazár Dezső református püspöknek Debrecenbe, melyben jelezte azt a szándékát, hogy kálvinista lelkész akar lenni. Terve sikerült, különféle vizsgák letétele után megkapta a református lelkészi oklevelet, s Szabolcs megyébe, Gégénybe küldték segédlelkésznek, ezzel az elhelyezéssel sem volt elégedett. Felfigyelt az egyik debreceni protestáns lapban arra, hogy Detroitban a magyar református egyházhoz segédlelkészt keresnek, ezt az állást megpályázta, de nem sikerült, mert már betöltötték, azonban felajánlottak neki egy segédlelkészi állást Pittsburghben. Ezt elfogadta, s úgy gondolta, hogy kb. két évet Pittsburgben szolgál. A sors közbeszólt.
A szarajevói merényletet megelőző napon, 1914. június 27-én szállt fel az Ultonia nevű hajóra Fiumében. A hajó három nap múlva Patras kikötőjébe ért, s a hajó többi utasával együtt Vasváry is ekkor értesült a Habsburg trónörökös meggyilkolásáról, s hamarosan kitört az első világháború, s az azt követő forradalmak, amelyek miatt sokáig nem térhetett haza. Közben az Amerikai Egyesült Államokban jóra fordult sora, 1916-ban feleségül vette főnökének, Kalassay Lászlónak Kalassay Erzsébet (1898-1980) nevű lányát, hamarosan lelkészi állást kapott Buffalóban, majd újra Pittsburghben, aztán Clevelandben. 1935-1957 közt az Amerikai Magyar Református Egyesület főtisztviselője Washingtonban, s innen az egyházi biztosító és nyugdíjintézménytől vonult nyugalomba 1957-ben.
Aktív éveiben egyszer látogatott haza, 1928-ban, majd nyugdíjas éveiben többször is. Mindkét hazájához, az eredetihez, Magyarországhoz, s fogadott hazájához, az Amerikai Egyesült Államokhoz is hű maradt, 1977-ben otthonában, Washingtonban érte a halál.

## Vasváry-gyűjtemény
Lelkészi hivatása és egyháztisztviselői teendőivel együtt érdekelte az amerikai magyarok sorsa, legelőször is amerikai tartózkodásának korai éveiben Kossuth Lajos amerikai látogatása foglalkoztatta, kezdte tanulmányozni a korabeli sajtót, hogyan fogadták Kossuth Lajost, mit írtak róla. Tanulmányozta azoknak az amerikai magyaroknak az életét, akik részt vettek az amerikai polgárháborúban. Hosszas gyűjtőmunka eredményeként 1939-ben megjelent Lincoln magyar hősei című kötete magyar és angol nyelven, az amerikai polgárháborúban részt vevő magyarok életrajzának fontos adatgyűjteménye. Értékes anyagokat, könyveket, folyóiratcikkeket, kéziratokat gyűjtött amerikai magyar irodalmárokról, természettudósokról, zenészekről, festőkről stb. Felfedezéseit gyakran közreadta amerikai magyar nyelvű lapokban (Új Magyar Út, Szabadság, Amerikai Magyar Népszava, Amerikai Magyar Világ stb.), az Amerikai Magyar Református Egyesület lapjaiban (Testvériség) kivált gyakran publikált, az Amerika Hangja című rádióadásnak is készített cikkeket.
Nyugdíjas korában, 1961-ben, majd 1963-ban is ellátogatott a Somogyi-könyvtárba, gimnazista korának kedvenc tartózkodási helyére. 1963 júliusában a Somogyi-könyvtárnak ajándékozta Jókai Mór: Mire megvénülünk című regényének csaknem teljes kéziratát, s Kossuth két angol nyelvű levelét. Péter László irodalomtörténésszel beszélgettek arról, hogy mi is legyen majd a Vasváry-gyűjtemény sorsa, kinek adományozza. Vasváry unokái már csak angolul beszéltek, s egyre inkább érlelődött Vasváryban az a gondolat, hogy a szegedi Somogyi-könyvtárnak adományozza az amerikai magyarokról szóló értékes gyűjteményét. 1972-ben ezt írásba is foglalta, fogadott hazájában próbálták erről lebeszélni, nagy nyomás nehezedett rá, végül az American Hungarian Foundation kérésére beleegyezett, hogy gyűjteményét mikrofilmre vegyék. 1975-ben hívta Péter László irodalomtörténészt, a Somogyi-könyvtár tudományos főmunkatársát, hogy ismerkedjen meg a gyűjteménnyel, ez meg is történt. A gyűjteménnyel haláláig együtt élt Vasváry Ödön, rendezgette, jegyzetelte. Halála után a gyűjtemény Magyarországra hozatalát a washingtoni magyar követség intézte. A csomagokat 1978. március 17-én bontották fel a Somogyi-könyvtárban. A gyűjteménnyel együtt megérkeztek Vasváry Ödön apósának és sógorának kötetei is (565 db. mű), ezeket Vasváry Ödön özvegyével való megbeszélés alapján a sárospataki református közgyűjteménynek küldték meg.
Ma már interneten hozzáférhető a Vasváry-gyűjtemény honlapja, benne a gyűjtemény története és a folyamatosan fejlesztett név- és tárgymutató is. A Somogyi-könyvtár rendszeresen megjelentet egy online kiadványt is a honlapon, Vasváry Collection Newsletter címmel.

## Kitüntetése
- Abraham Lincoln-díj (American Hungarian Studies Foundation, 1974)

## Emlékezete
1988-ban, Vasváry születésének centenáriumán a Somogyi-könyvtár a Magyarok Világszövetsége anyagi támogatásával Magyar Amerika címmel közreadott egy kötetet Vasváry Ödön válogatott írásaival.
Szegeden, alsóvárosi szülőházán ( Mátyás tér 19.) a Somogyi-könyvtár által emelt emléktábla (1988) állít neki emléket, a következő felirattal: "Vasváry Ödön. E házban született 1888. október 18-án Vasváry Ödön (1888-1977) református lelkész, az amerikai magyarság történetének kutatója. Születésének centenáriumán elhelyezte gyűjteményének örököse, a Somogyi-könyvtár."